# جون أ. نولان
جون أ. نولان هو سياسي كندي، ولد في 14 أغسطس 1930، وتوفي في 28 أبريل 2004.